# Walter Joseph Sendall

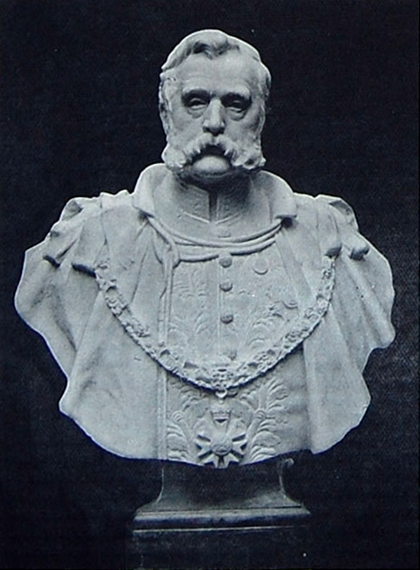
Sir Walter Joseph Sendall (Büste von Édouard Lantéri)

Sir Walter Joseph Sendall, GCMG (* 24. Dezember 1832 in Norwich, Norfolk, England; † 16. März 1904) war ein britischer Kolonialbeamter, der unter anderem von 1889 bis 1891 Gouverneur von Barbados, zwischen 1892 und 1898 Hochkommissar von Zypern sowie zuletzt von 1898 bis 1901 Gouverneur von Britisch-Guayana war.

## Leben
Walter Joseph Sendall war der jüngere Sohn des anglikanischen Geistlichen Reverend S. Sendall, der Vikar der Church of England in Rillington war. Er selbst begann nach dem Besuch der 1550 in Bury St Edmunds gegründeten King Edward VI School 1854 ein Studium am Christ’s College der University of Cambridge, wo Walter Besant, John Peile, John Robert Seeley und Charles Stuart Calverley zu seinen Studienfreunden gehörten. Er trat daraufhin in den kolonialen Verwaltungsdienst (Colonial Administrative Service) ein und wurde nach verschiedenen Verwendungen 1885 erster Gouverneur der Windward Islands, die bis dahin vom Gouverneur von Barbados mit vertreten wurden. Er bekleidete das Amt bis 1889 und wurde im Anschluss von Sir Walter Hely-Hutchinson abgelöst. 1887 wurde er für seine Verdienste in dieser Funktion zum Companion des Order of St Michael and St George (CMG) ernannt.
1889 wurde er Nachfolger von Sir Charles Cameron Lees als Gouverneur von Barbados. Er hatte dieses Amt bis 1891 inne und wurde anschließend von Sir James Shaw Hay abgelöst. Er wurde im Rahmen der sogenannten „Birthday Honours“ am 24. Mai 1889 als Knight Commander des Order of St Michael and St George (KCMG) geadelt, so dass er fortan das Prädikat „Sir“ führte. Am 5. April 1892 übernahm er von Sir Henry Ernest Gascoyne Bulwer das Amt als Hochkommissar von Zypern und bekleidete dieses Funktion bis zum 23. April 1898, woraufhin Sir William Haynes-Smith ihn dort ablöste.
Zuletzt wurde Sir Walter Sendall, dem die University of Edinburgh einen Ehren-Doktor der Rechte (Honorary Doctor of Laws) verlieh, am 27. März 1898 als Nachfolger von Sir Augustus Hemming Gouverneur von Britisch-Guayana. Er bekleidete das Amt bis zum 25. Dezember 1901 und wurde daraufhin von Sir Alexander Swettenham abgelöst. Im Rahmen der „Birthday Honours“ wurde er am 3. Juni 1899 zum Knight Grand Cross des Order of St Michael and St George (GCMG) erhoben.

## Hintergrundliteratur
- Charles Stuart Calverley: The literary remains of Charles Stuart Calverley. With a memoir. Deighton, Bell & Co., London 1885.